# Towste
Towste (ukrainisch Товсте; russisch Толстое/Tolstoje, polnisch Tłuste) ist eine Siedlung städtischen Typs in der Westukraine etwa 78 Kilometer südlich der Oblasthauptstadt Ternopil am Fluss Tupa (Тупа) gelegen.

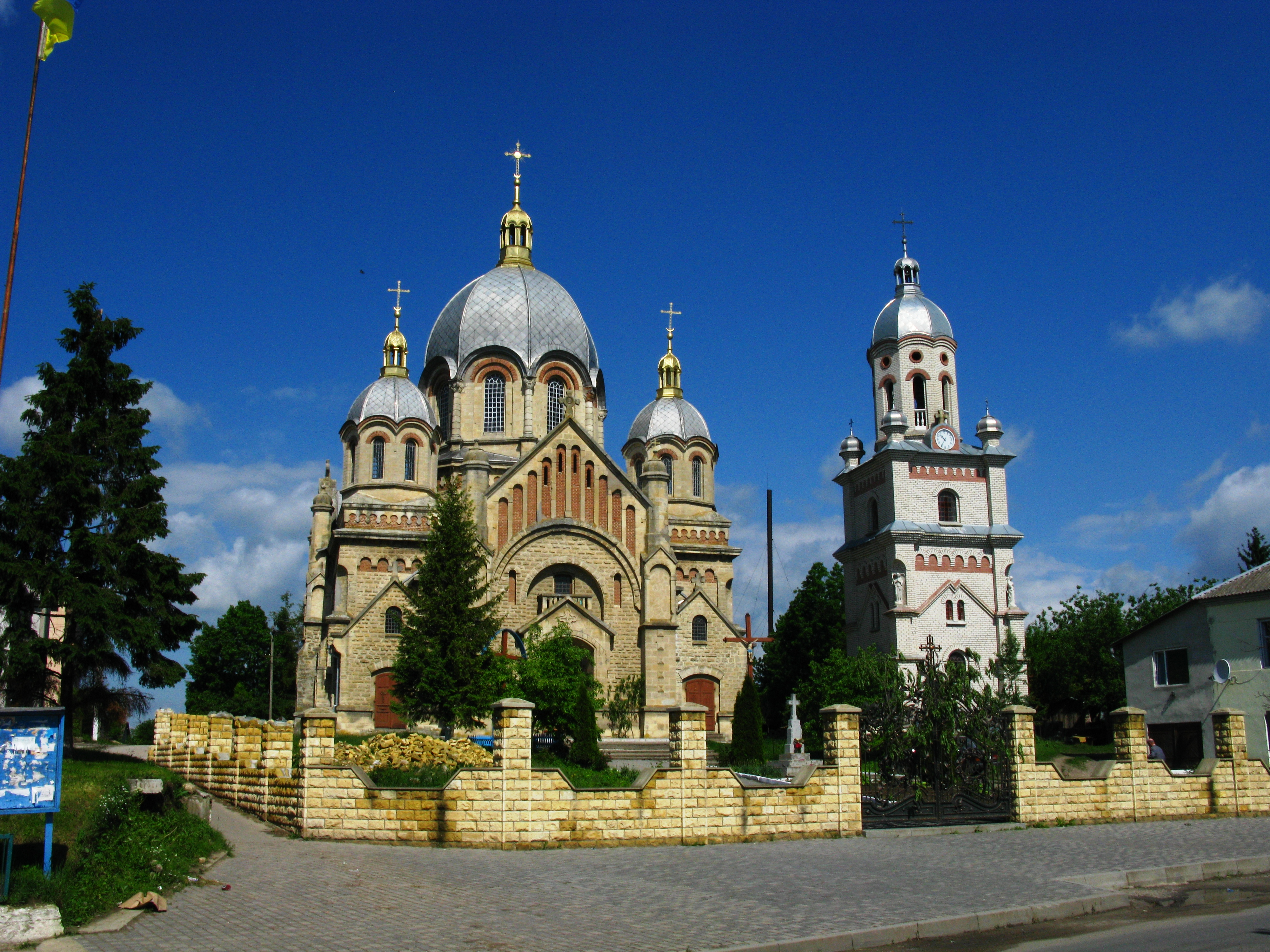
Kirche im Ort

## Geschichte
Der Ort wird 1414 zum ersten Mal schriftlich erwähnt, im Jahr 1571 das erhielt sie das Marktrecht, 1720 das Magdeburger Stadtrecht verliehen und gehörte dann bis 1772 in der Woiwodschaft Podolien, zur Adelsrepublik Polen-Litauen. Mit den Teilungen Polens fiel der Ort an das österreichische Galizien, hier gehörte der Ort schließlich zur Bezirkshauptmannschaft Zaleszczyki, diese hatte ab 1880 ein Bezirksgericht im Ort.
1898 kam es zur Eröffnung eines Bahnhofs der von der Aktiengesellschaft der ostgalizischen Lokalbahnen betriebenen Lokalbahn Białaczortkowska–Zaleszczyki.
Nach dem Ende des Ersten Weltkrieges kam der Ort zu Polen (in die Woiwodschaft Tarnopol), erhielt hier wiederum 1934 das Stadtrecht zugesprochen, wurde im Zweiten Weltkrieg kurzzeitig von der Sowjetunion (unter dem ukrainischen Namen Tluste/Тлусте) und dann bis 1944 von Deutschland besetzt. Im Januar 1940 unter sowjetischer Herrschaft wurde sie schließlich zu einer Siedlung städtischen Typs herabgestuft, gleichzeitig wurde der Ort zur Rajonshauptstadt des Rajons Towste bestimmt, dieser bestand bis zu seiner Auflösung im Jahre 1962.
Nach dem Ende des Krieges wurde der Ort der Sowjetunion zugeschlagen und wurde am 15. August 1944 auf seinen heutigen Namen umbenannt, dort kam die Stadt zur Ukrainischen SSR und ist seit 1991 ein Teil der heutigen Ukraine.

## Verwaltungsgliederung
Am 29. Juli 2017 wurde die Siedlung zum Zentrum der neugegründeten Siedlungsgemeinde Towste (Товстенська селищна громада Towstenska selyschtschna hromada). Zu dieser zählten auch noch die 2 Dörfer Holowtschynzi und Koroliwka, bis dahin bildete sie die gleichnamige Siedlungsratsgemeinde Towste (Товстенська селищна рада/Towstenska selyschtschna rada) im Norden des Rajons Salischtschyky.
Am 12. Juni 2020 kamen noch die 23 in der untenstehenden Tabelle aufgelisteten Dörfer zum Gemeindegebiet.
Seit dem 17. Juli 2020 ist sie ein Teil des Rajons Tschortkiw.
Folgende Orte sind neben dem Hauptort Towste Teil der Gemeinde:
| Name                     | Name        | Name                         | Name                                         | Name |
| ukrainisch transkribiert | ukrainisch  | russisch                     | polnisch                                     |      |
| ------------------------ | ----------- | ---------------------------- | -------------------------------------------- | ---- |
| Anheliwka                | Ангелівка   | Ангеловка (Angelowka)        | Anielówka                                    |      |
| Antoniw                  | Антонів     | Антонов (Antonow)            | Antonów                                      |      |
| Burjakiwka               | Буряківка   | Буряковка (Burjakowka)       | Burakówka                                    |      |
| Chmelewa                 | Хмелева     | Хмелева                      | Chmielowa                                    |      |
| Dorohytschiwka           | Дорогичівка | Дорогичевка (Dorogitschewka) | Drohiczówka                                  |      |
| Holowtschynzi            | Головчинці  | Головчинцы (Golowtschinzy)   | Hołowczyńce                                  |      |
| Hynkiwzi                 | Гиньківці   | Гиньковцы (Hinkowzy)         | Hińkowce                                     |      |
| Koroliwka                | Королівка   | Королёвка (Koroljowka)       | Karolówka                                    |      |
| Koschyliwzi              | Кошилівці   | Кошиловцы (Koschilowzy)      | Koszyłowce                                   |      |
| Lyssiwzi                 | Лисівці     | Лысовцы (Lyssowzy)           | Lisowce                                      |      |
| Lytjatschi               | Литячі      | Литячи (Litjatschi)          | Latacz                                       |      |
| Nahorjany                | Нагоряни    | Нагоряны (Nagorjany)         | Nagórzany                                    |      |
| Nyrkiw                   | Нирків      | Нырков (Nyrkow)              | Nyrków                                       |      |
| Podillja                 | Поділля     | Подолье (Podolje)            | Capowce                                      |      |
| Popiwzi                  | Попівці     | Поповцы (Popowzy)            | Popowce                                      |      |
| Roschaniwka              | Рожанівка   | Рожановка (Roschanowka)      | Rożanówka, Różanówka                         |      |
| Sadky                    | Садки       | Садки (Sadki)                | Sadki                                        |      |
| Schutromynzi             | Шутроминці  | Шутроминцы (Schutrominzy)    | Szutromińce                                  |      |
| Schypiwzi                | Шипівці     | Шиповцы (Schipowzy)          | Szypowce                                     |      |
| Slobidka                 | Слобідка    | Слободка (Slobodka)          | Koszyłowiecka Słobódka, Słobudka Koszyłowska |      |
| Solone                   | Солоне      | Солёное (Soljonoje)          | Słone                                        |      |
| Swerschkiwzi             | Свершківці  | Свершковцы (Swerschkowzy)    | Świerzkowce                                  |      |
| Swydowa                  | Свидова     | Свидова (Swidowa)            | Świdowa                                      |      |
| Ustetschko               | Устечко     | Устечко                      | Uścieczko                                    |      |
| Worwulynzi               | Ворвулинці  | Ворвулинцы (Worwulinzy)      | Worwolińce                                   |      |